# Teigruhe
Die Teigruhe ist ein Fachbegriff aus der Bäckerei und beschreibt das Zeitintervall zwischen Teigbereitung (Knetung) und Weiterverarbeitung zum Endprodukt. Zeiten von 10 bis 60 Minuten sind möglich, bei Sauerteigen deutlich länger, bis zu 24 Stunden.
Die Teigruhe kann im Knetkessel erfolgen, dann spricht man von Kesselgare. Oft wird der Teig aus der Maschine genommen und abgedeckt auf der Arbeitsplatte gelagert.
Ergebnisse der Teigruhe:
- Aromaentwicklung im Teig
- Verquellung des Mehles
- Bildung von Alkohol und CO2 durch Hefeaktivität
- Entspannung des Klebereiweißes, dadurch wird er leichter zu verarbeiten

Die Abdeckung des Teiges erfolgt meist mit Tüchern oder Plastikfolien, um ein Austrocknen des Teiges zu verhindern.